# Giovanni Boldrini
Giovanni Battista Boldrini (fl. XVIII secolo) è stato un ingegnere, cartografo e politico italiano del Granducato di Toscana.

## Biografia
Ingegnere dell'Ufficio dei fossi di Grosseto, con il grado di tenente, fu uno dei più prolifici professionisti al servizio dell'amministrazione granducale, autore di numerosi rilievi, mappe e planimetrie di strade, ponte, canali, fortezze e città, soprattutto nei territori della Provincia senese inferiore. La sua attività cartografica si concentra principalmente tra gli anni settanta e la fine del XVIII secolo. È ricordato anche per le sue frequenti collaborazioni con l'ingegnere e matematico gesuita Leonardo Ximenes.
Nel 1761 è promosso "munizionario della piazza di Grosseto". Il 26 febbraio 1776 consegnò al Provveditorato dell'Ufficio dei Fossi una dettagliata relazione per il completo rifacimento della strada Grosseto-Siena, mentre realizzò, insieme a Giovanni Battista Giudici, i disegni per l'escavazione del nuovo alveo del canale Navigante tra Castiglione della Pescaia e il porto del Querciolo a Grosseto, nel territorio del lago Prile, la cui attuazione venne approvata da Pio Fantoni e resa esecutiva dal granduca Pietro Leopoldo nel 1789.
Il 29 marzo 1794 firmò la Pianta regolare della bandita detta Selva Piana spettante alla comunità di Manciano e in parte al Benefizio di San Carlo, mentre il 24 aprile dell'anno successivo fu autore del progetto della strada che metteva in comunicazione Castiglione della Pescaia con il neo-costruito forte di San Rocco, sulla costa di Marina di Grosseto. Nel 1796 disegnò la Pianta delle zolfiere di Pereta, recuperando un originale di Giuseppe Maria Zaccheri. Si contano inoltre progetti di strade, edifici rurali, civili e anche religiosi nelle località di Massa Marittima, Prata, Pancole, Isola del Giglio e Montemerano.
Oltre a numerosi rilievi e progetti urbani e nell'agro nel capoluogo maremmano, nel 1784 realizzò la pianta della sede dell'Ufficio dei fossi, insieme al collega Antonio Capretti, e nel 1795 ne progettò la nuova disposizione interna.  Nel 1787 si occupò della ristrutturazione dell'ospedale della Misericordia di Grosseto e progettò l'arco delle Monache, o "degli infermieri", un camminamento sopraelevato sopra strada Ginori (allora via dell'Ospedale) che metteva in comunicazione il convento delle Clarisse con il nosocomio cittadino.
Attivo anche nella vita civile e amministrativa del Granducato, fu camerlengo del comune di Grosseto nel 1783 e gonfaloniere della città nel 1792. Suo fratello era il canonico Jacopo Boldrini, autore di varie relazioni sulle condizioni agrarie e sanitarie della Maremma presentate all'Accademia dei Georgofili.